# Żelechów (Grodzisk Mazowiecki)
Pour les articles homonymes, voir Żelechów (homonymie).
Żelechów (prononciation : [ʐɛˈlɛxuf]) est un village polonais de la gmina de Żabia Wola dans le powiat de Grodzisk Mazowiecki de la voïvodie de Mazovie dans le centre-est de la Pologne.
Il se situe à environ 13 km au sud-est de Grodzisk Mazowiecki (siège du powiat) et à 29 km au sud-ouest de Varsovie (capitale de la Pologne).
Le village possède approximativement une population de 480 habitants.

## Histoire
De 1975 à 1998, le village appartenait administrativement à la voïvodie de Skierniewice.